# Блищенко, Игорь Павлович
Игорь Павлович Блищенко (10 апреля 1930, Баку — 9 августа 2000) — юрист, специалист по международному праву; выпускник МГИМО МИД СССР (1953), доктор юридических наук (1964), профессор и заведующий кафедрой международного права РУДН (1981); заслуженный деятель науки РФ и почетный профессор РУДН. В память о нём РУДН вручает «Стипендию имени проф. И. П. Блищенко».

## Биография
Игорь Блищенко родился 10 апреля 1930 года в Баку; в 1953 году он стал выпускником Московского государственного института международных отношений МИД СССР. Через четыре года он защитил кандидатскую диссертацию, выполненную под научным руководством профессора Всеволода Дурденевского, на тему «Международное и национальное право» — стал кандидатом юридических наук.
В 1954 году Блищенко начал работал референтом информационного агентства ТАСС; в 1955—1956 годах он являлся редактором по правовым вопросам, работая в Госюриздате (сегодня — издательство «Юридическая литература»). Затем, в период с 1956 по 1960 год, он являлся, последовательно, редактором, старшим редактором и главным редактором издательства «Международные отношения» (до 1957 года — издательство Института международных отношений, ИМО).
В 1960 году Игорь Блищенко стал доцентом в Высшей дипломатической школе МИД СССР и занял пост проректор по научной и учебной работе — оставался в должности до 1966 года. В 1964 году он успешно защитил докторскую диссертацию по теме «Правовая организация внешних сношений государств» — стал доктором юридических наук. Через два года стал профессором и заместитель заведующего кафедрой международного права, являвшейся частью МГИМО МИД СССР; работал в данном ВУЗе до 1978 года. Являясь экспертом ООН, в 1973 году Блищенко — совместно со своим американским коллегой Ричардом Вахтером — подготовил для Генерального секретаря ООН первое совместное монографическое исследование на тему «Обзор существующих принципов и норм международного права, запрещающих и ограничивающих применение отдельных видов оружия».
В период с 1978 по 1981 год Блищенко состоял ведущим исследователем в Институте мировой экономики и международных отношений (ИМЭМО) АН СССР. В 1981 году он стал заведующим кафедрой международного права в Российском университете дружбы народов (РУДН). Входил в редакционную коллегию научного журнала «Московский журнал международного права»; являлся председателем редакционного совета журнала «Международное право — International Law»; также являлся членом целого ряда специализированных советов в научных и учебных заведениях, включая РУДН и МГИМО. Читал отдельные лекции и курсы лекций в университетах и научно-исследовательских центрах, расположенных по всему миру: в учреждениях Швейцарии, Австрии, Великобритании, Франции, Италии, Германии (ФРГ), Голландии, Венгрии, США, на Кубе, Японии, Египта, Ливана и Иордании.
В 1998 году Блищенко принимал участие в разработке проекта Конвенции ООН о запрещении химического и бактериологического оружия. В том же году в Лондоне при его участии были разработаны и приняты рекомендации для ООН по мирному разрешению споров. Участвовал в работе Госдумы РФ, российского Совета Федерации и Министерства иностранных дел РФ. Состоял членом независимой комиссии по международным гуманитарным вопросам и являлся главой Института международного права, функционировавшего при кафедре международного права РУДН.

## Работы
Игорь Блищенко являлся автором и соавтором более четырёх сотен научных работ, включая два десятка монографий:
- «Международное и внутригосударственное право» (М., 1960);
- «Дипломатическое и консульское право» (М., 1962) (в соавт.);
- «Обычное оружие и международное право» (М., 1984);
- Теория и практика международного права США : Учеб. пособие / И. П. Блищенко, В. И. Шавров. — М. : Изд-во Ун-та дружбы народов, 1985. — 85 с.
- «Международное гуманитарное право» (М., 1986);
- «Мировая политика и международное право» (М., 1991) (в соавт.);
- «Международный уголовный суд». 2-е изд. (М., 1998) (в соавт.).